# Wawer
Wawer es un dzielnica (distrito) de Varsovia. Es el duodécimo distrito con más habitantes de Varsovia y el distrito más grande de Varsovia. El distrito está situado en la ribera oriental del río Vístula. Wawer se convirtió en un distrito de Varsovia el 27 de octubre de 2002, anteriormente era una parte del distrito de Praga Południe, y antes, un municipio independiente.

## Historia
Desde el año 1866, toda la zona del actual distrito de Wawer formaban parte de los veinte municipios de la región ultraperiférica, después de la fundación de Varsovia. La actual zona de Wawer pertenecía a diferentes municipios; entre ellos: Glinka, Czaplowizna, Międzylesie, Kawęczyn, Grochow, Goclaw, Gocławek y Witolin, entre otros.
En plena Segunda Guerra Mundial, ocurrió aquí la Masacre de Wawer, perpetrada la noche del 26 al 27 diciembre por los nazis. De los 120 polacos arrestados, cerca de 114 fueron fusilados, escapando solo 7 personas. En la ciudad se encuentra el Cementerio de Wawer, donde están enterrados los muertos de la masacre.